# Rishatt

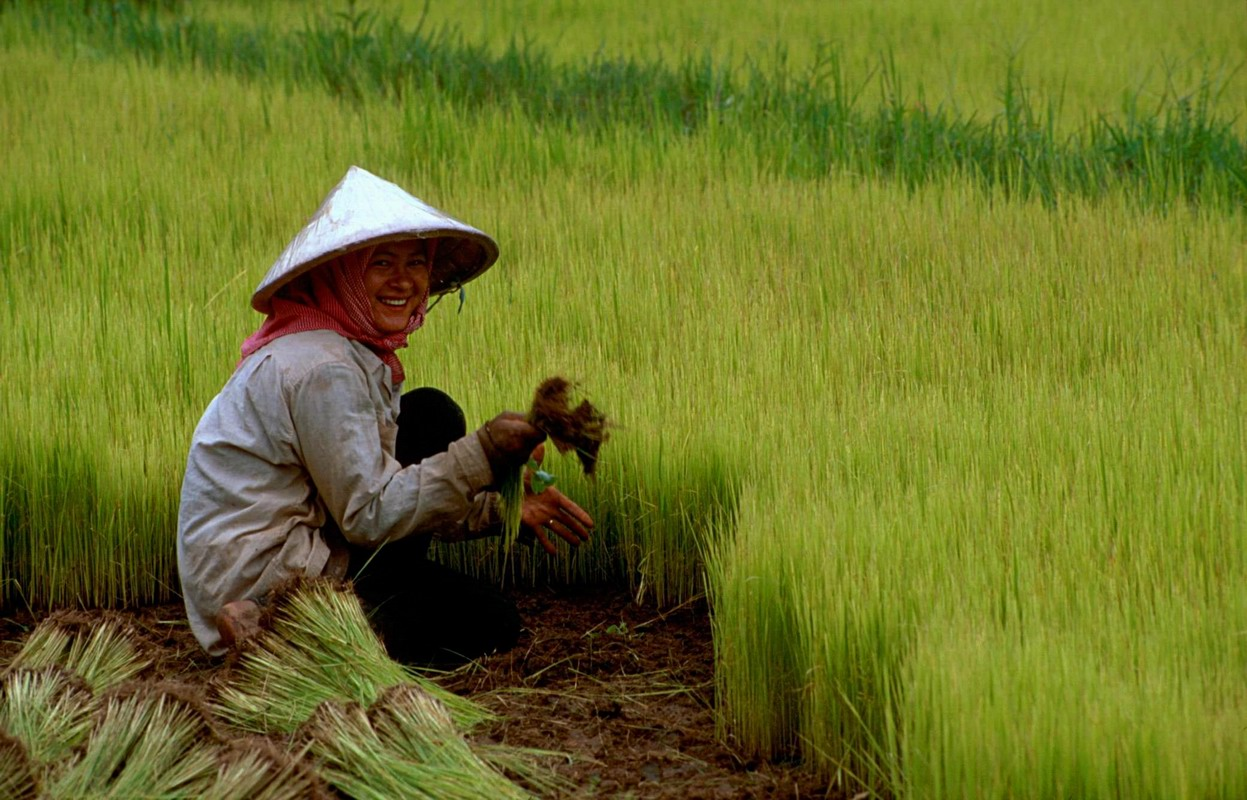
En kambodjansk risbonde.

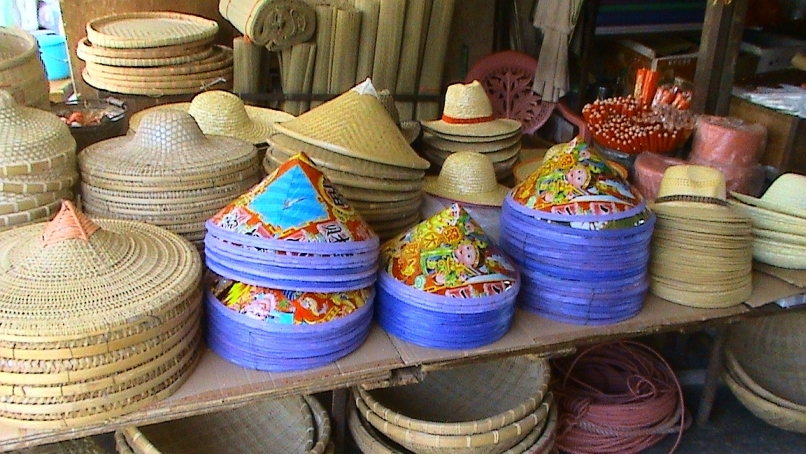
Koniska hattar till salu i Hainan, Kina.

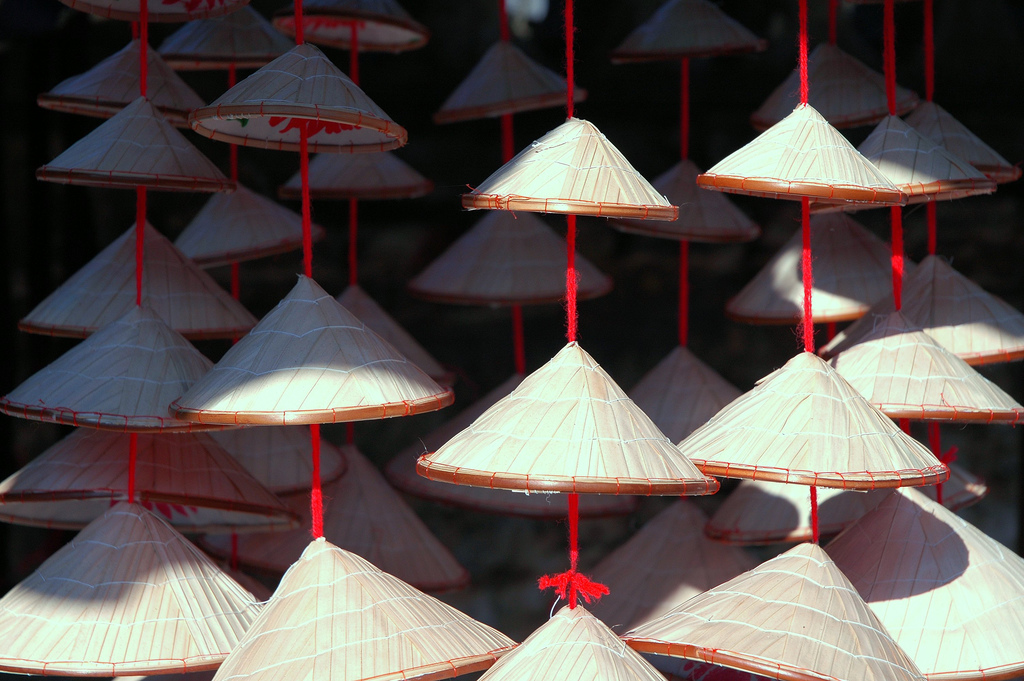
Nón lá är en typisk souvenir för turister

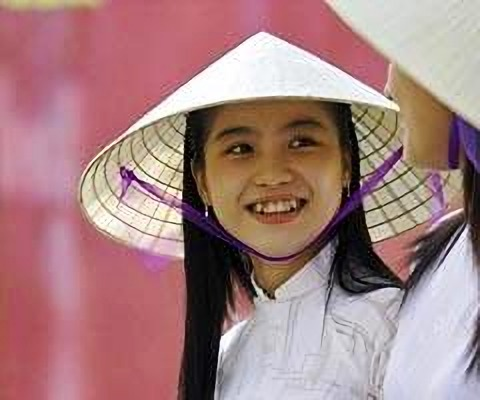
Vietnamesisk konisk hatt: nón lá

En rishatt eller konisk hatt är en typ av huvudbonad som är populär i Ostasien, i synnerhet Kina, Kambodja, Indonesien, Japan, Sydkorea, Filippinerna, Indien och Vietnam. Den består av en styv konisk yta, med en hakrem i textil. På grund av hattens typiska utseende används den ibland i beskrivande bilder föreställande östasiater.
Den hålls på huvudet med en hakrem av siden eller annat tyg och ett inre band av samma material mellan hatten och bärarens huvud. Denna typ av hatt används främst som skydd mot sol och regn men om den är gjord av halm eller väv kan den doppas i vatten och användas för att kyla huvudet.

## Geografiska skillnader
I Kina och Taiwan, kallas hatten dǒulì (斗笠, 笠帽, 竹笠) efter den kinesiska måttenheten dǒu som motsvarar drygt 10 liter. I Japan kallas hatten för sugegasa (菅笠). I Indonesien kallas hatten caping och i Korea kallas den för satgat (삿갓) och används mest av lantbrukare och buddhistmunkar. I Kambodja kallas den för do'un.
I Vietnam kallas hatten för nón lá som betyder lövhatt. Bilder av hatten har hittats på Ngoc Lu-trummor från omkring 2500-3000 år sedan. Den vietnamesiska versionen är strikt formad som en kon och ibland smyckad med tidlösa mönster, broderad med färgglada mönster eller broderad med ord. Huế-varianten kallas nón bài thơ vilket betyder koniska hattar med dikter. De innehåller poesi och Hán tự som syns när hatten riktas mot solljus. Hatten är en del av Vietnams nationaldräkt.
Assamesernas hatt Jaapi har ett liknande utseende och kan ha samma ursprung.[källa behövs]